# شورای عالی فضای مجازی
شورای‌عالی فضای مجازی یکی از شوراهای حاکمیتی در ایران است که به فرمان سید علی خامنه‌ای، رهبر نظام جمهوری اسلامی ایران تشکیل شده است. در حال حاضر، ریاست این شورا بر عهده مسعود پزشکیان، رئیس‌جمهوری اسلامی ایران است و سید محمدامین آقامیری دبیری شورای‌عالی فضای مجازی را بر عهده دارد. سازمان گزارشگران بدون مرز این نهاد را در فهرست نهادهای سرکوبگر سایبری در جهان قرار داده است.

## دبیران
| ر. | نام                     | آغاز تصدی      | پایان تصدی     | رئیس‌جمهور     | م. |
| -- | ----------------------- | -------------- | -------------- | ------------- | -- |
| ۱  | مهدی اخوان بهابادی      | ۶ خرداد ۱۳۹۱   | ۳۰ شهریور ۱۳۹۲ | احمدی‌نژاد     |    |
|    | محمود واعظی (سرپرست)    | ۳۰ شهریور ۱۳۹۲ | ۱۲ آذر ۱۳۹۲    | روحانی        |    |
| ۲  | محمدحسن انتظاری         | ۱۲ آذر ۱۳۹۲    | ۲۵ شهریور ۱۳۹۴ | روحانی        |    |
| ۳  | سید ابوالحسن فیروزآبادی | ۲۵ شهریور ۱۳۹۴ | ۶ اسفند ۱۴۰۱   | روحانی رئیسی  |    |
| ۴  | سید محمدامین آقامیری    | ۶ اسفند ۱۴۰۱   | اکنون          | رئیسی پزشکیان |    |

## تاریخچه
شورای‌عالی فضای مجازی به تاریخ ۱۷ اسفند ۱۳۹۰ به فرمان سید علی خامنه‌ای تشکیل شد و موظف است که مرکز ملی فضای مجازی کشور را راه اندازد.
در بخشی از فرمان‌نامهٔ وی آمده است:
گسترش فزاینده فناوری‌های اطلاعاتی و ارتباطاتی به‌ویژه شبکهٔ جهانی اینترنت و آثار چشمگیر آن در ابعاد زندگی فردی و اجتماعی و لزوم سرمایه‌گذاری وسیع و هدفمند در جهت بهره‌گیری حداکثری از فرصت‌های ناشی از آن در جهت پیشرفت همه‌جانبهٔ کشور و ارائه خدمات گسترده و مفید به قشرها گوناگون مردم و همچنین ضرورت برنامه‌ریزی و هماهنگی مستمر به منظور صیانت از آسیب‌های ناشی از آن اقتضا می‌کند که نقطهٔ کانونی متمرکزی برای سیاست‌گذاری و تصمیم‌گیری و هماهنگی در فضای مجازی کشور به وجود آید. به این مناسبت شورای‌عالی فضای مجازی کشور با اختیارات کافی به ریاستِ رئیس‌جمهور تشکیل می‌گردد و لازم است به کلیهٔ مصوبات آن ترتیب آثار قانونی داده شود.
در ادامه گفته است که شورا وظیفه دارد «مرکز ملی فضای مجازی کشور» را درست کند تا کامل و به‌روز بر فضای مجازی درونی و بیرونی اشراف داشته و دربارهٔ نحوهٔ رویارویی با آسیب‌های اینترنت تصمیم بگیرد. او همهٔ دستگاه‌های کشور را موظف به همکاری با مرکز کرده است.

### جلسه‌ها

#### نخستین جلسه
نخستین جلسه با حضور رئیس‌جمهور و دیگر عضوها در تاریخ ۲۷ اسفند ۱۳۹۰ تشکیل شد.
محمود احمدی‌نژاد در این جلسه به اهمیت و جایگاه این شورا در کشور اشاره کرد و گفت:
همان‌طور که رهبر معظم انقلاب فرمودند، در شرایط فعلی کشور و جهان، فضایِ مجازی از جایگاه ویژه برخورداراست، به طوری که امروزه ابعاد گستره آن در زندگی فردی و اجتماعی انسان‌ها نقش بسزایی را ایفا می‌کند… در شرایط کنونی مرکز ملی فضای مجازی می‌تواند نقطه‌ای متمرکز در سیاست‌گذاری‌ها و تصمیم‌گیری‌های کلان کشور باشد و در عرصهٔ سخت‌افزاری و نرم‌افزاری و صیانت از آسیب‌های این فضا تأثیرگذار باشد.
وی افزود فضای مجازی نامحدود است و مرز ندارد. پس باید کوشید با برنامه‌ریزی دقیق از فضای سایبری در راستای هدف‌ها و پیشرفت نظام جمهوری اسلامی ایران استفاده کرد.
عضوهای دیگر نیز نظرها و دیدگاه‌هایشان را گفتند.

## اعضا
در متن فرمان رهبر ایران، اعضای حقیقی و حقوقی به مدت سه سال تعیین شدند.
| ۱           | رئیس‌جمهور (رئیس شورا)                           | مسعود پزشکیان              |
| ۲           | رئیس مجلس شورای اسلامی                          | محمدباقر قالیباف           |
| ۳           | رئیس قوهٔ قضائیه                                 | غلامحسین محسنی اژه‌ای       |
| ۴           | رئیس مرکز ملی فضای مجازی (دبیر شورا)            | سید محمدامین آقامیری       |
| ۵           | رئیس سازمان صدا و سیما                          | پیمان جبلی                 |
| ۶           | وزیر ارتباطات و فناوری اطلاعات                  | سید ستار هاشمی             |
| ۷           | وزیر فرهنگ و ارشاد اسلامی                       | سید عباس صالحی             |
| ۸           | وزیر علوم، تحقیقات و فناوری                     | حسین سیمایی صراف           |
| ۹           | وزیر آموزش و پرورش                              | علیرضا کاظمی               |
| ۱۰          | وزیر اطلاعات                                    | سید اسماعیل خطیب           |
| ۱۱          | وزیر دفاع و پشتیبانی نیروهای مسلح               | سرتیپ عزیز نصیرزاده        |
| ۱۲          | معاون علمی، فناوری و اقتصاد دانش‌بنیان رئیس‌جمهور | حسین افشین                 |
| ۱۳          | رئیس کمیسیون فرهنگی مجلس شورای اسلامی           | مرتضی آقاتهرانی            |
| ۱۴          | رئیس سازمان تبلیغات اسلامی                      | محمد قمی                   |
| ۱۵          | فرمانده کل سپاه پاسداران انقلاب اسلامی          | سرلشکر پاسدار حسین سلامی   |
| ۱۶          | فرمانده کل انتظامی                              | سرتیپ پاسدار احمدرضا رادان |
| ۱۷          | دادستان کل کشور                                 | محمد موحدی آزاد            |
| ۱۸          | رئیس سازمان پدافند غیر عامل                     | سرتیپ پاسدار غلامرضا جلالی |
| اعضای حقیقی |                                                 |                            |
| ۱           | سید سعیدرضا عاملی                               | سید سعیدرضا عاملی          |
| ۲           | حمید شهریاری                                    | حمید شهریاری               |
| ۳           | رضا تقی‌پور                                      | رضا تقی‌پور                 |
| ۴           | مهدی اخوان بهابادی                              | مهدی اخوان بهابادی         |
| ۵           | مسعود ابوطالبی                                  | مسعود ابوطالبی             |
| ۶           | کامیار ثقفی                                     | کامیار ثقفی                |
| ۷           | رسول جلیلی                                      | رسول جلیلی                 |
| ۸           | سید عزت‌الله ضرغامی                              | سید عزت‌الله ضرغامی         |
| ۹           | محمد سرافراز                                    | محمد سرافراز               |
| ۱۰          | محمدحسن انتظاری                                 | محمدحسن انتظاری            |
| اعضای پیشین |                                                 |                            |
| ۱           | سید جواد مظلومی                                 | سید جواد مظلومی            |
| ۱           | علیرضا شاه‌میرزایی                               | علیرضا شاه‌میرزایی          |

## تحریم وزارت خزانه‌داری ایالات متحده آمریکا
در ۲۲ دی ۱۳۹۶، وزارت خزانه‌داری ایالات متحده آمریکا شورای‌عالی فضای مجازی را به دلیل نقض حقوق بشر از طریق اعمال سانسور و محدود کردن آزادی بیان در اینترنت مورد تحریم قرار داد.
بر اساس بیانیه وزارت خزانه‌داری ایالات متحده آمریکا، شورای‌عالی فضای مجازی مسئول مسدود کردن ده‌ها هزار تارنمای متعلق به رسانه‌های خبری بین‌المللی، مخالف حکومت و شبکه‌های اجتماعی در ایران است. در ابتدای این بیانیه آمده است: «شورای‌عالی فضای مجازی در سال ۲۰۱۲ توسط رهبر ایران با هدف تمرکز و نظارت بر سیاست گذاری‌ها و تنظیم مقررات مربوط به اینترنت حکومت ایران ایجاد شد».
این وزارت‌خانه همچنین شورای‌عالی فضای مجازی را به عنوان عالی‌ترین نهاد سیاست‌گذار در مورد اینترنت معرفی کرده که بر کار حکومت ایران در زمینه ایجاد اختلال در جریان آزاد اطلاعات نظارت دارد.

## واکنش‌ها
روز پنجشنبه ۲۲ بهمن همزمان با «روز جهانی مبارزه با سانسور سایبری»، سازمان گزارشگران بدون مرز در گزارشی که به مناسبت «روز جهانی مبارزه با سانسور سایبری» منتشر کرده است، «شورای‌عالی فضای مجازی ایران» را در فهرست نهادهای سرکوبگر سایبری در جهان ثبت کرده است؛ که دارای بدترین کارنامه در سرکوب سایبری هستند و تأکید شده است که فعالیت آنها خطری آشکار برای آزادی عقیده و بیان تصریح شده در ماده ۱۹ اعلامیه حقوق بشر است. همچنین این مرکز را یکی از نهادهای سرکوبگر اطلاع‌رسانی در فضای مجازی خوانده است. گزارشگران بدون مرز تأکید کرده است: «در ایران از خاموش کردن اینترنت به‌طور فزاینده‌ای برای کنترل و سرکوب اعتراضات خیابانی و اعمال محدودیت در انتقال و انتشار اطلاعات مستقل استفاده می‌شود؛ اطلاعاتی که محتوای ضدانقلاب یا خرابکارانه خوانده می‌شود». این سازمان هشدار داده است که این مرکز، مشغول ایجاد یک سپر دفاعی (فایروال) با بهره‌گیری از فناوری فیلتر اینترنت در ایران است.

## نهادهای مرتبط
شورای عالی انفورماتیک، شورای عالی اطلاع‌رسانی و شورای عالی فناوری اطلاعات شوراهای و نهادهایی هستند که پیش از تشکیل این شورا در حکم سیاست‌گذار و مجری در این حوزه عمل می‌کرده‌اند. همچنین این شورا به عنوان وضع‌کنندهٔ قانون با مجلس شورای اسلامی در تعارض قرار دارد.
در فرودین ۱۳۹۵، در جلسهٔ شورای‌عالی فضای مجازی که به ریاست حسن روحانی برگزار شد، شورای‌عالی انفورماتیک، شورای‌عالی اطلاع‌رسانی و شورای‌عالی امنیت فضای تبادل اطلاعات (افتا) منحل و کلیهٔ وظایف‌شان در سطح ملی به شورای‌عالی فضای مجازی واگذار شد.